# Otto Petrén
Gustaf Otto Edvard Petrén, född 7 oktober 1912 i Lund, död 12 oktober 1990, var en svensk jurist.
Han var son till professorn i kirurgi Gustaf Petrén och fil. kand. Torborg Sylwan samt bror till regeringsrådet Gustaf Petrén och lektor Erik Petrén.
Petrén blev juris kandidat vid Lunds universitet 1935, genomförde tingstjänstgöring 1935–1938, blev fiskal 1939, var tingssekreterare vid Frosta och Eslövs domsaga 1942–1944 och blev assessor 1952 (e.o. 1946). Han blev hovrättsråd vid Hovrätten över Skåne och Blekinge 1953 och var justitieråd 1957–1979 (från 1975 som Högsta domstolens ordförande).
Petrén var sekreterare för 1948 års lösdriveriutredning 1948, andra lagutskottet 1949, hade lagstiftningsuppdrag 1950–1953, var byråchef för lagärenden vid Justitiedepartementet 1953, expeditionschef vid Handelsdepartementet 1957 (t.f. 1954); ledamot av Exportkreditnämnden 1955–1957 (vice ordförande 1956–1957). Han deltog i utredningen angående näringsrätten 1958–1962 och var ordförande oljeskyddsutredningen 1963–1965.
Otto Petrén är begravd på Falsterbo Gamla kyrkogård.

## Utmärkelser
- Kommendör med stora korset av Nordstjärneorden, 11 november 1967.[3]